# Zaphne occidentalis
Zaphne occidentalis är en tvåvingeart som först beskrevs av Malloch 1920.  Zaphne occidentalis ingår i släktet Zaphne och familjen blomsterflugor. Inga underarter finns listade i Catalogue of Life.